# Sky Princess
Die Sky Princess ist ein Kreuzfahrtschiff der Carnival Corporation, das 2019 für die Marke Princess Cruises in Dienst gestellt wurde. Es ist das vierte Schiff der aus insgesamt sechs Einheiten bestehenden Royal-Klasse.

## Geschichte
Im März 2015 vereinbarte die Carnival Corporation mit der italienischen Fincantieri-Werft den Bau von fünf Kreuzfahrtschiffen mit Ablieferung 2019 bis 2022. Am 30. Dezember 2015 folgte die Ankündigung, dass eines dieser Schiffe die vierte Einheit der Royal-Klasse werden würde, die Unterzeichnung des entsprechenden Bauvertrags folgte am 2. April 2016. Am 30. November 2017 wurde bekannt, dass das Schiff in Anlehnung an das frühere, 1988 von P&O erworbene Schiff den Namen Sky Princess erhalten würde.
Der Bau des Schiffes begann am 9. November 2016 mit dem ersten Stahlschnitt für den Bug in Castellammare di Stabia, der erste Stahlschnitt für den Rest des Schiffes fand am 8. September 2017 in Monfalcone statt. Die Kiellegung wurde am 5. Juli 2018 abgehalten.
Nachdem es am 14. Februar 2019 aus der Werfthalle gefahren worden war, wurde das Schiff am 15. Oktober 2019 an Princess Cruises abgeliefert, die siebentägige offizielle Jungfernfahrt im Mittelmeer ab Athen begann am 20. Oktober. Die Sky Princess wurde am 7. Dezember 2019 in Port Everglades von der Astronautin Kathryn P. Hire und der NASA-Ingenieurin Frances Northcutt getauft.

## Ausstattung
Das Schiff verfügt über 1830 Kabinen für insgesamt 3660 Passagiere. Auf den insgesamt 19 Decks befinden sich acht Restaurants, zehn Bars, mehrere Lounges, ein Theater, ein Spa- und Wellness-Bereich sowie vier Pools und acht Whirlpools.